# Стоик: Выжить любой ценой
«Стоик: Выжить любой ценой» (англ. Stoic) — художественный фильм кинорежиссёра Уве Болла. По словам режиссёра, фильм основан на реальной истории о четырёх немецких заключённых, произошедшей в тюрьме города Зигбурга 11 ноября 2006 года.

## Сюжет
Митч Палмер (Шон Сайпс), осуждённый на 6 месяцев тюрьмы за бродяжничество, постоянно выигрывает в покер у своих сокамерников: Гарри Катиша (Эдвард Фёрлонг), Джека Ульриха (Стеффен Меннекес) и Питера Томпсона (Сэм Левинсон). Заполучив в качестве выигрыша все их сигареты, Митч хочет выйти из игры. Но партнёрам по картам такой вариант не по душе. Они просят одолжить им по 10 сигарет до понедельника. Митч сомневается, но всё же соглашается. Он ставит условие: тот, кто проиграет — ест тюбик зубной пасты. Питеру Томпсону удаётся обыграть везунчика, и он даёт ему тюбик пасты для поедания. Палмер не соглашается, он предлагает всем сигареты. Гарри Катиш заворачивает в полотенце мыло и смачивает его, затем этой «морковочкой» избивает Митча, после чего вместе с Джеком и Питером заставляет его съесть содержимое тюбика.
Затем Питер Томпсон делает Митчу напиток и предлагает ему его выпить. Тот отказывается и проливает стакан. Питер предъявляет последнему то, что он наглеет. Он делает другой напиток. Митча заставляют его выпить, в результате чего того вырвало. Тут Джек Ульрих приходит в бешенство и негодует на то, что Палмер устроил в их камере свинарник. Последний согласен убрать всё с помощью швабры, но Джек говорит, чтобы тот всё вылизал.
Получив момент, Митч Палмер нажимает на красную кнопку вызова охраны. Но ему затыкают рот и имитируют ложный вызов. Все приходят в бешенство. Питер Томпсон, а затем и Гарри Катиш избивают Митча. Потом Гарри Катиш плюёт в унитаз, в который опускают несчастного. Но Джеку Ульрику и этого оказывается мало, и он решает проучить Митча. Он его насилует. Затем Гарри насилует Палмера ручкой от швабры.
В конце концов Питер Томпсон предложил повесить Митча, чтобы имитировать его самоубийство. Шнур от телевизора лопается, и он завязывает верёвку из простыни.
На утро охранники обнаружили мёртвое тело Митча. Поначалу трое заключённых поддерживали версию о самоубийстве, но в конце концов они все сознались в убийстве. Собственно весь фильм и представлен как рассказ о случившемся Гарри, Джека и Питера на допросе.

## В ролях
| Актёр            | Роль          |
| ---------------- | ------------- |
| Шон Сайпс        | Митч Палмер   |
| Эдвард Фёрлонг   | Гарри Катиш   |
| Сэм Левинсон     | Питер Томпсон |
| Стеффен Меннекес | Джек Ульрих   |
| Риз Александр    | охранник #1   |
| Дэниэл Бойло     | охранник #2   |
| Джэми Свитч      | охранник #3   |
| Майкл Тиган      | охранник #4   |

## Производство
Фильм снимался в Ванкувере.
Диалоги почти полностью были импровизацией актёров.